# Tribrachidium heraldicum
Il tribrachidio (Tribrachidium heraldicum) è un enigmatico organismo marino estinto. Visse nel Proterozoico superiore (Ediacariano, circa 550 milioni di anni fa). I suoi resti sono stati ritrovati per la prima volta nel giacimento di Ediacara, in Australia. In seguito altri fossili sono stati rinvenuti in varie parti del mondo, tra cui i Territori del Nord-Ovest e l'isola di Terranova in Canada, e le rive del Mar Bianco in Russia.

## Descrizione
La forma del tribrachidio era quella di un piccolo disco piatto, del diametro di circa cinque centimetri. All'interno del disco, la superficie presentava tre "braccia" ricurve, che si dipartivano dal centro per poi allungarsi fin quasi al bordo del corpo. Queste braccia erano probabilmente cave e si presume che potessero essere gonfiate o sgonfiate. Questa simmetria tripartita è quasi unica tra gli animali, che di solito possiedono una simmetria bilaterale o radiale. Strutture carnose, o forse filamenti sparsi, si estendevano dal limite delle braccia e formavano il resto del corpo.

## Classificazione
Come per molti fossili risalenti al Proterozoico, le parentele del tribrachidio rimangono enigmatiche. Spesso questo organismo è considerato un buon esempio delle problematiche riguardanti gli animali precambriani, e di quale fosse l'aspetto delle peculiari forme di vita del periodo. Il tribrachidio è stato via via accostato agli cnidari, ai lofoforati, agli echinodermi, agli ecdisozoi e addirittura ai dipleurozoi, vicini all'antenato dei cordati. Alcuni studiosi hanno ipotizzato che i fossili di tribrachidio non costituiscano un organismo completo, ma siano peduncoli di ancoraggio al fondo marino facenti parte di un essere più grande.

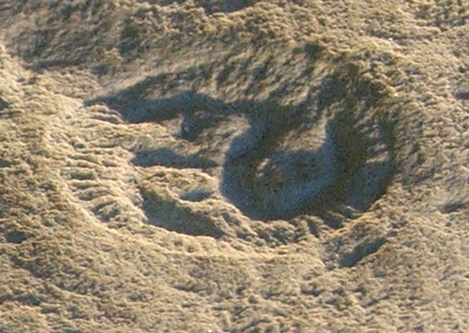
Fossile di Tribrachidium heraldicum

Altri ancora suggeriscono che il tribrachidio non sia affatto un animale, ma un protista, oppure un rappresentante di un regno ormai estinto e caratteristico del Precambriano, i vendobionti. Oltre a tutto ciò, assieme ad altri organismi dotati di simmetria tripartita vissuti nel Proterozoico (come Albumares e Anfesta), il tribrachidio è stato ascritto al gruppo dei trilobozoi (Trilobozoa).